# Nehrim: At Fate's Edge
Nehrim: At Fate's Edge è una mod di total conversion del gioco The Elder Scrolls IV: Oblivion di Bethesda Softworks sviluppata dal gruppo Tedesco SureAI che ha richiesto oltre quattro anni di sviluppo.
Il gioco è disponibile per il download gratuito dal 9 giugno 2010 in Germania, e successivamente ne è stata pubblicata la traduzione in inglese alla data dell'11 settembre 2010.
Dal 25 ottobre 2014 è disponibile una traduzione amatoriale definitiva in italiano.

## Universo

### Scenario
Ambientato nel mondo di Vyn, il continente di Nehrim è l'unico paese non governato da un dio. Esso è diviso in tre regni più l'antico e ormai estinto regno di Treomar. La mappa del gioco copre un'estensione di circa 40 chilometri quadrati.
- Il Regno del Nord (Northrealm), con la sua capitale fortificata Cahbaet, prevalentemente montuoso e ricoperto da fitte foreste di pini, neve e ghiaccio, si è separato dal Regno di Mezzo e la guerra civile che ne è conseguita (ed è tuttora in atto) ha devastato ampie zone sul confine dei due regni, dove è possibile vedere dei villaggi distrutti oltre ad assistere (e partecipare) a vere e proprie azioni di guerra.
- Il Regno di Mezzo (Middlerealm), con capitale Erothin, ha un clima temperato che favorisce la coltivazione e l'allevamento, oltre a possedere vaste foreste e numerosi laghi. In esso è stato bandito ogni uso della magia e vengono perseguitati tutti coloro che in qualche modo le sono collegati, per razza (gli Aeterna e gli Half-Aeterna) o per scelta (i maghi appartenenti a vari ordini o gruppi). Vi è però un ordine di maghi che sta lottando per mantenere vive le conoscenze magiche e per restituire la libertà al popolo.
- Il Regno del Sud (Southrealm), con la sua capitale, la città portuale di Ostian, ha un clima tropicale che ha favorito la formazione di spiagge ricoperte di palme. Ad ovest di Ostian si trova un aspro deserto di pietra e sabbia, mentre ad est vi è un misterioso cratere. Il regno è governato in modo dittatoriale e teocratico dai membri del Tempio del Creatore, con ampio utilizzo del terrore. La magia è lo strumento principale usato per governare, e il suo uso incondizionato ha portato al proliferare di creature mostruose di ogni tipo. Al confine con il Regno di Mezzo è stata creata una barriera magica che rende impossibile il passaggio, a meno di possedere un permesso specifico.
- L'antico Regno di Treomar è situato sulla costa occidentale. La capitale Treomar, scintillante di bianco, giace in rovina, parzialmente sommersa dall'acqua, ma osservandone la struttura degli edifici è possibile immaginare la grandezza di un tempo, messa in ginocchio e distrutta dagli dèi, i 'Nova-Luce' (Light-Born), un millennio fa.

È l'anno 1017. La guerra tra il Regno di Mezzo, governato dal Cancelliere Barateon e il Regno del Nord, governato da Taranor Coarek (un ex funzionario governativo di Barateon poi ribellatosi) è al suo momento culminante. È questo lo scenario in cui il giocatore viene a trovarsi all'inizio del gioco.

### Trama
La particolarità della trama di Nehrim consiste principalmente nel bilanciamento tra la presentazione della storia, la grande varietà di ambientazione e il classico gioco di ruolo. La struttura della trama principale, articolata in un Prologo e cinque Atti,
è studiata appositamente in modo da portare il giocatore a percorrere la quasi totalità della mappa, sperimentando la varietà dei paesaggi, delle razze, dei costumi e degli stili di vita. I personaggi hanno una personalità approfondita, che si evolve durante il gioco, con la possibilità di compiere scelte anche contrastanti con le proprie convinzioni originarie.
Uno dei temi principali è quello del destino, e della sua influenza nelle scelte compiute dagli uomini. In varie occasioni si verificano eventi che pongono di fronte al problema della libera scelta e spingono a riflettere quanto essa sia effettivamente presente o quanto sia limitata, o addirittura annullata, da una volontà superiore che determina ogni decisione da parte di ognuno.
La storia inizia con il tutorial, che si svolge in una miniera abbandonata. Già dall'inizio si può notare la diversità della struttura dei dungeon rispetto ad Oblivion, con un'atmosfera più gotica e un maggior predominio dell'oscurità. Una volta uscito dalla miniera, il giocatore si trova immerso in un paesaggio assolato e lussureggiante, che fa da contrasto con la precedente ambientazione, e inizia il suo percorso che lo porterà, attraverso missioni anche lunghe e complesse ma sempre differenti l'una dall'altra, a trovarsi al centro di progetti contrastanti che cercheranno di utilizzarlo come strumento e pedina dei loro giochi di potere. Alla fine starà a lui decidere se, al di là delle lotte umane per il potere, assoggettarsi al proprio destino compiendolo o lottare contro di esso nel tentativo di liberare l'umanità dal dominio del destino stesso.

### Razze
Nehrim è popolata da cinque razze di cui soltanto tre sono giocabili.
Giocabili
- Alemanni, la razza dominante di Nehrim, simile alla razza degli Imperiali di Oblivion.
- Normanni, una razza minoritaria ma diffusa, simile alla razza dei Nord di Oblivion.
- Half-Aeterna, più o meno l'equivalente dei Mezzelfi nella mitologia fantastica. Dotati per la magia, e perseguitati a causa di essa, ma comunque tollerati rispetto agli Aeterna.

Non-giocabili
- Aeterna, equivalenti agli Elfi della tradizionale mitologia fantastica. Grandemente dotati per la magia, e perseguitati a causa di essa.
- Star people, equivalenti ai Nani della tradizionale mitologia fantastica, quantunque non nell'apparenza fisica. Essi vivono nel sottosuolo e sono diffidenti nei confronti degli estranei.

## Sviluppo e modalità di gioco
Come mod di conversione totale, Nehrim si distacca completamente da Oblivion in diversi aspetti e ridisegna altri aspetti del gioco. Mentre Oblivion dava risalto al sistema di fast travel e al livellamento dei nemici basato sul livello del giocatore, Nehrim ha rimosso il primo in favore di un sistema di teletrasporto basato su incantesimi che usa delle rune di teletrasporto, ed ha fissato il livello dei nemici per fornire al giocatore un senso di progressione nelle abilità. Un'altra differenza rispetto a Oblivion è l'uso del tradizionale sistema di crescita basato sui punti esperienza, invece dell'approccio basato sulla crescita delle abilità. Nehrim è inoltre ambientato in un universo completamente differente da quello della serie The Elder Scrolls, con le sue proprie razze, storie, tradizioni e leggende.

## Giudizi della critica
Nehrim ha ricevuto la qualifica di "Migliore Mod per giocatore singolo" per l'anno 2010 dal sito Mod DB.
La rivista PC Gamer ha inoltre designato Nehrim come "Mod dell'Anno" per il 2010.
Il sito GameFront lo ha inserito nella selezione dei "Migliori Mod dell'Anno" per il 2010, insieme ad altri sette mod.

## Curiosità
Il gioco contiene numerosi Easter egg, tra i quali un'esibizione del gruppo tedesco Schandmaul, che interpreta la canzone Leb! nel teatro della città di Erothin.